# Schrobenhausen
Schrobenhausen település Németországban, azon belül Bajorországban. Lakosainak száma 18 199 fő (2023. december 31.).

## Népesség
A település népessége az elmúlt években az alábbi módon változott:
| Lakosok száma | 2439 | 7966 | 11 216 | 14 618 | 16 029 | 16 404 | 16 936 | 16 979 | 17 505 | 18 199 |
|               | 1875 | 1950 | 1975   | 1987   | 2012   | 2014   | 2016   | 2017   | 2021   | 2023   |